# Jorge Luiz de Amorim Silva
Jorge Luiz de Amorim Silva (født 5. september 1979) er en tidligere brasiliansk fodboldspiller.